# Insurrezione
L'insurrezione è un tipo di conflitto armato appartenente alla tipologia delle guerriglie e deriva dall'oppressione di un popolo sopra un altro, o di un governo sul suo stesso popolo. In quest'ultimo caso l'insurrezione può essere considerata essenzialmente la fase culminante del processo rivoluzionario.
Il processo di aggregazione ed organizzazione di una parte della popolazione civile che, spontaneamente, o a seguito di influenza da parte di uno stato straniero, si oppone con mezzi il più delle volte violenti al regime al potere, allo scopo di rovesciarlo e di sostituirsi ad esso alla guida di uno Stato, prende il nome di movimento insurrezionale.

## Storia
Nella storia si contano numerosissimi casi; ricordiamo ad esempio quello dei cristiani nelle regioni della penisola balcanica occupate dall'Impero ottomano. Classica l'insurrezione degli spagnoli contro Napoleone (come avvenne per quella del 1820 fatta dal re Ferdinando VII di Spagna). 
Sono altresì da ricordare, fra le molte, quella dei tirolesi di Andreas Hofer nel 1809, quella dei Veneti dal 1809, quella di Milano nel 1848, quelle di Sicilia contro i Borboni nel 1848, quelle dell'Ungheria nel 1849 e 1956, quella della Polonia contro i russi e più recentemente quella degli Irlandesi contro l'Inghilterra. Alcune insurrezioni, come quella dell'America del Sud contro gli spagnoli e quella della Grecia contro i turchi, acquistarono il carattere di vere e proprie guerre.

## Caratteristiche
Sull'esito dell'insurrezione influiscono il carattere e la coscienza del popolo oppresso, e le caratteristiche del terreno, che più sarà difficile, più agevolerà le operazioni degli insorti. Le difficoltà principali in cui gli insorti si trovano sono dovute al problema dei rifornimenti di viveri e di munizioni, al problema del comando, al problema del coordinamento delle operazioni.
Caratteristica delle insurrezioni sono le sorprese, i colpi di mano, gli agguati. Generalmente gli insorti sono poco atti a resistere a forze regolari che in numero non esiguo trovino davanti a sé.

## Nel diritto internazionale
Il diritto internazionale assimila "ai fini dell’applicabilità delle regole dello ius belli, ai conflitti armati tra Stati sia le situazioni di guerra civile sia i conflitti interni suscitati da movimenti di liberazione nei confronti di una potenza occupante". 
Il principio di effettività governa questa attribuzione di soggettività internazionale al partito insurrezionale: gli insorti - che non riescano ad occupare stabilmente una porzione di territorio abitata da una porzione di popolazione su cui esercitino una forma di sovranità - non sono infatti soggetti di diritto internazionale e ricadono sotto le forme ordinarie di persecuzione penale del diritto interno degli Stati.
Ecco perché per gli insorti, o “partito insurrezionale”, si parla di personalità giuridica in itinere, all’interno del fenomeno dinamico “guerra civile”: se vincono, diventano essi stessi governo o formano uno Stato distaccato, se perdono diventano invece semplici individui; nel corso della guerra civile, sono enti che partecipano alla vita internazionale, ma entro certi limiti che, per quanto riguarda il diritto internazionale umanitario, sono fissati dal secondo protocollo aggiuntivo alle convenzioni di Ginevra.